# Кузнецов, Юрий Васильевич (военачальник)
Ю́рий Васи́льевич Кузнецо́в (род. 7 марта 1969, Рузаевка, Мордовская АССР) — российский военачальник. Заслуженный военный специалист Российской Федерации, кандидат технических наук. Начальник Главного управления кадров Министерства обороны Российской Федерации (с 2023), начальник Восьмого управления Генерального штаба Вооруженных Сил Российской Федерации (2010—2023), генерал-лейтенант.

## Биография
Юрий Васильевич Кузнецов родился 7 марта 1969 года в Рузаевке, Мордовская АССР, СССР.
В 1990 году закончил Краснодарское высшее военное училище имени генерала армии С. М. Штеменко. В 1998 году закончил Военную академию РВСН имени Петра Великого. В 2005 году закончил Военную академию Генерального штаба Вооружённых сил Российской Федерации.
В 2010 году стал начальником Восьмого управления Генерального штаба Вооруженных Сил Российской Федерации.
В 2019 году задекларировал годовой доход в 4 545 940 руб. и отметил, что у него 3 223 м2 недвижимости, а его жена задекларировала доход в 3 646 906,28 руб.
В 2023 году назначен начальником Главного управления кадров Министерства обороны Российской Федерации.

## Уголовное преследование
13 мая 2024 года Кузнецов был задержан ГВСУ СК и позже арестован судом на два месяца, как подозреваемый в совершении преступления по ч. 6 ст. 290 УК РФ («Получение должностным лицом взятки в особо крупном размере»). Тогда же были произведены следственные действия: обыски на рабочем месте и в доме, в ходе которых было изъято 100 млн рублей, золотые монеты, коллекционные часы и другие предметы роскоши. 
Кузнецов подозревается в получении взяток (т.н. «откат») от предпринимателя Лёвы Мартиросяна на общую сумму 30,5 млн рублей. В частности, по мнению следствия, Кузнецов содействовал Мартиросяну в получении госконтрактов с Краснодарским высшим военным училищем имени генерала армии С. М. Штеменко на общую сумму 372 млн рублей. Взамен 
Мартиросян за свой счет купил в Краснодаре земельный участок и дом площадью более 1 тыс. кв. м стоимостью 22,9 млн рублей и передал его в безвозмездное пользование Кузнецову.
23 мая стало известно, что арестованы все счета Кузнецова.

## Награды
- Орден Александра Невского;
- Орден «За военные заслуги»;
- Орден Почёта;
- Заслуженный военный специалист Российской Федерации.